# Overcomer
Overcomer (bra: Mais Que Vencedores; prt: Superação) é um filme de 2019 da indústria cinematográfica cristã, do gênero drama, dirigido por Alex Kendrick. Foi lançado pela Sony Pictures Releasing em 23 de agosto de 2019.

## Sinopse
John Harrison (Alex Kendrick), é um treinador de basquete do ensino médio. Devido ao fechamento de negócios na cidade e à saída de várias famílias, ele aceita ser o treinador de corrida de Hannah Scott (Aryn Wright-Thompson) que tem asma. A jornada atlética de Hannah virá com uma descoberta de si mesma que responderá a uma pergunta que a preocupava há muito tempo.

## Elenco
- Alex Kendrick como John Harrison
- Aryn Wright-Thompson como Hannah Scott
- Shari Rigby como Amy Harrison
- Priscilla Shirer como Olivia Brooks
- Cameron Arnett como Thomas Hill
- Jack Sterner como Ethan Harrison
- Ben Davies como Treinador Myers

## Recepção

### Bilheteria
O filme arrecadou US$ 38 milhões em todo o mundo, com um orçamento de US$ 5 milhões.

### Resposta da crítica
No site agregador de críticas Rotten Tomatoes, 56% das 18 resenhas dos críticos são positivas, com uma classificação média de 6/10. O Metacritic, que usa uma média ponderada, atribuiu ao filme uma pontuação de 17 em 100, baseado em 5 críticos, indicando "antipatia esmagadora". O público consultado pelo CinemaScore deu ao filme uma rara nota média de "A+" em uma escala de A+ a F, enquanto o Deadline Hollywood observou que se tornou "padrão" para filmes baseados na fé, Kendrick se tornou apenas o segundo diretor (depois de Rob Reiner) a ter três filmes diferentes ganhando a pontuação.